# Nils Chagas
Nils Chagas Roque (...) è un ex calciatore uruguaiano, di ruolo difensore.

## Carriera

### Nazionale
Ha complessivamente collezionato 5 presenze con la maglia della Nazionale.